# Língua nanticoke
O nanticoke é uma língua algonquina extinta falada na região ocupada atualmente pelos estados de Delaware e Maryland, nos Estados Unidos. Foi falado por diversas tribos indígenas, incluindo os nanticokes, os choptanks, os assateagues, os wicomocos e, possivelmente, os piscataway. É considerado por vezes um dialeto do idioma delaware, porém seu vocabulário é bem diferente, como mostram os poucos glossários existentes do idioma. Um deles é uma lista de 146 palavras compilada pelo missionário morávio John Heckewelder, em 1785, a partir do depoimento de um cacique nanticoke que vivia então no Canadá. O outro consiste de cerca de 300 palavras obtidas em 1792 por William Vans Murray (a pedido de Thomas Jefferson) com um falante do idioma que vivia no condado de Dorchester, na pátria nanticoke.